# 卡尔·古斯塔夫·埃米尔·曼纳海姆
卡爾·古斯塔夫·埃米爾·曼納海姆男爵（發音：[kɑːrl ˈɡʉstɑːf ˈeːmil ˈmɑnːærˌheim] ⓘ；在华期间取漢名马达汉；1867年6月4日—1951年1月27日），芬兰瑞典族，是芬蘭第二任摄政（1918-1919年）、芬蘭共和國第六任总统（1944-1946年）及芬兰元帅。
曼纳海姆曾在俄罗斯帝国陆军中服役过约三十年，期间他参加了日俄战争和第一次世界大战东方战线的战役。除了援助亲属民族战争之外，他在芬兰独立后的每一场战争中担任芬兰国防军的总司令。在世时他与一起就是毫无争议的最著名的芬兰人。曼纳海姆是芬兰独立后历史上最关键的人物之一。2004年在芬兰广播公司举办的伟大的芬兰人评选节目中曼纳海姆被评为最伟大的芬兰人。

## 家族背景及家庭
曼纳海姆的家族来自德意志，家族原姓马尔海因（Marhein），其祖先在1640年代移居至瑞典。长久以来该家族被认为是来自荷兰。1693年瑞典国王卡尔十一世把奥古斯丁·马尔海因（Augustin Marhein）封为贵族，于此同时家族的姓也改为曼纳海姆（Mannerheim）。卡尔·古斯塔夫·埃米尔·曼纳海姆的曾祖父卡尔·埃里克是第一位移居芬兰的曼纳海姆。他是沙皇统治时期芬兰大公国初期最显著的政治人物之一。他曾两次入职芬兰内阁，包括1809至1816年间的内阁理事会及1820至1825年间的参议院。1824年他提升至伯爵封号，这个封号只继承给家族中的长子。
卡尔·古斯塔夫·埃米尔·曼纳海姆的父亲宫廷近侍卡尔·罗伯特·曼纳海姆（1835-1914）具有艺术气质并赋诗作乐。他没有继承家族传统，他既不是士兵，也不是政府官员。卡尔·罗伯特的激进政治观点为人众知。当他从父亲那里继承到伯爵封号时，政府当局把他认定为政治讽刺家而感到不满意。他用锋利的文笔来表达他对俄国当权者的意见。他经常在国外居住，但当他满五十岁后移居至赫尔辛基，并开了一家公司，从此成为了一个勤奋而有条理的商人。
卡尔·罗伯特·曼纳海姆在1862年跟一个工商界显著人物的女儿赫德维格·夏洛塔·海伦妮·冯·尤林（Hedvig Charlotta Hélène von Julin）结婚。冯·尤林家族也是从瑞典移居到芬兰的。他们总共生有七个小孩：四个男孩和三个女孩。卡尔·古斯塔夫·埃米尔排行第三。卡尔·罗伯特在与索菲亚·努登斯坦（Sofia Nordenstam）的第二次婚姻中又生了一个女儿。

## 童年及青少年时期
古斯塔夫·曼纳海姆出生在1867年6月4日阿斯凯宁的洛希萨里庄园里。幼年时期古斯塔夫大部分时间是在洛希萨里度过的。据说他喜爱玩战争游戏和“带领部队”。开始时他在瑞士女家庭教师下接受教育，在七岁时他搬到赫尔辛基与父亲住并在那里上学。在1874至1879年间他与哥哥卡尔一起在一家私立学校上学，但由于往窗户扔石子的缘故他在1879年被学校开除。
1881至1882年间曼纳海姆在哈米纳上了两年学。该学校为芬兰士官学校做预科准备，而芬兰士官学校则是当时芬兰唯一的军校。然而他却不太喜欢哈米纳这个城市，这在他的行为举止中可以看出来。
1880年曼纳海姆的父亲生意破产，并偕同他的情人逃往巴黎。同年曼纳海姆投考士官学校，但未被录取。他母亲则在1881年心脏病突发而去世，他舅舅成为了他们的监护人。

### 哈米纳軍官預備学校（1882-1886）
曼纳海姆最终在1882年6月19日14岁的时候被哈米纳的哈米納軍官預備学校(Hamina Cadet School)录取。在预科那年1883年6月的考试中他只得了7分，所以他必须重修一年预科。重修对他来说帮助很大，因为第二年他以全班第二名的成绩转成正式学生。他的强项科目是法语、瑞典语及历史，但俄语和芬兰语则是他的弱项。在同龄及年轻的預校學生當中，曼纳海姆是公认的领头人物。
曼纳海姆的经济条件不是太好，迫使他经常向他的监护人舅舅借钱。他在軍官預備学校裡也过得不开心：他忍受不了学校的氛围及严格的规章制度，他因此经常受到惩罚。
曼纳海姆希望在軍官預備学校毕业后能前往圣彼得堡备受推崇的帝国军校继续深造。只有从家族中继承贵族爵位的学生才有可能进入该校学习。除此之外还要求学生的父亲、祖父或曾祖父有至少是中将的头衔或者相应的民事官员等级。曼纳海姆让他父亲替他申请了帝国军校。但預校的校长则认为曼纳海姆的法语和俄语成绩不好而没有推荐。因此曼纳海姆的申请被拒绝，他也变得沮丧不堪。
沉闷的曼纳海姆还对学校产生了抵触反抗心理，而他最终在1886年7月22日被学校开除。据回忆录记载，曼纳海姆违背了宵禁令并在校外过夜。如果学校根据开除条例给出最严厉的处罚的话，曼纳海姆将今后不能在任何芬兰学校或大学里继续学习。然而学校的委员会最终在投票之后决定给出稍微宽松的处罚，条件是曼纳海姆的家庭申报自愿退学。

### 尼古拉骑兵学校（1887-1889）
1886年被軍官預備学校开除后，曼纳海姆就学于私立高中，并通过了高中毕业考试。以此成绩他在1887年进入了俄罗斯帝国陆军的尼古拉骑兵学校就读。骑兵学校录取的条件在实际当中需要贵族出身和从軍官学校或高中毕业。
曼纳海姆在1889年8月10日从骑兵学校毕业。他的毕业成绩优良，特别是他的俄语分数提高了。在毕业前的春季裡曼纳海姆提升到少尉军衔。

## 在俄国军队中的职业生涯

### 进入骑士卫队
曼纳海姆计划进入倍受推崇的俄国帝国卫队中的皇后骑士卫队团，但一开始并没有被录取到。1889年8月22日他作为少尉雇佣至派驻在波兰卡利什的龙骑兵团，但该团不是卫队团，因此曼纳海姆感到不满意，而是不断地寻找机会进入骑士卫队。
后来曼纳海姆的教母给皇后的请求最终得到了首肯，曼纳海姆被接收为卫队成员，但是他首先必须加入龙骑兵。曼纳海姆在1889至1890年间在波德边境的卡利什服役，最后在1891年他被调职到位于圣彼得堡的骑士卫队。1892年5月2日他在圣彼得堡跟一位富有的少将女儿阿娜丝塔西娅·阿拉波娃结婚。这桩婚姻解决了曼纳海姆长久以来的经济拮据的问题。曼纳海姆是骑士卫队团的第一营第一排的领队，并在1895年开始负责骑士卫队团的后备运输队。后来他被调至宫廷马厩总部管理马匹事务。曼纳海姆在1897年9月14日在宫廷马厩总部管理特殊事务。
曼纳海姆并未招进到参谋部，他依然朝管理马匹的专家方向发展。1901年他获得了骑兵连长的称号。他给军队购买马匹，他自己在乡下也有马场。作为沙皇优良马匹的购买家他走遍了欧洲，并拍了很多马匹的照片。在执行皇家马厩总管的任务时他造访了德国、奥匈帝国、比利时和英国。他的婚姻在1902年变为非正式的分居状态。自1903年起曼纳海姆成为仪仗骑兵连连长及卫队骑兵团骑术教务长。另外他在赛马中也有名气。1903年他被派往到圣彼得堡的骑兵军官学校，翌年在他的申请下正式调到该军校。他在骑术学校作为仪仗骑兵连连长的经历对将来的骑兵指挥官起到了重要的作用。

### 日俄战争

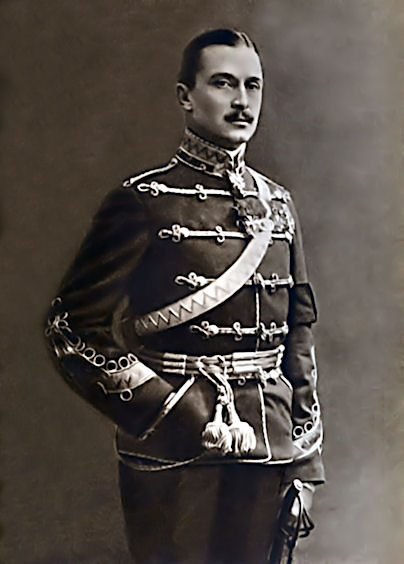
时任第52涅任龙骑兵团上校的曼纳海姆

1904年初爆发了日俄战争。战争开始后，在1904年10月20日曼纳海姆被调往至第52涅任龙骑兵团，并升职为中校。通过参加战争曼纳海姆可以弥补参谋军事教育的缺乏。曼纳海姆在1904年11月23日抵达团部驻地Eldhaise（俄语：Эльтхайз，坐标：N41.699705° E123.270328°，今沈阳市境内的郎家村）。他所在的单位隶属满洲军的第17军团。
曼纳海姆参加的第一个大型战斗是黑沟台战役。在正式交战之前俄军中将帕韦尔·米先科深入敌后开展了大型的骑兵突击和侦察活动。共有77个连队（包括4个猎兵连）和22门加农炮，近七千士兵参加了这项军事活动。曼纳海姆在12月份时自愿参加活动并领导两个连队。曼纳海姆第一次遭受炮火是在1904年12月23日率领半个连队前往现名七北村的地方（坐标：N41.441954° E122.901449°）。米先科突击的目标是营口港。最初计划是想切断旅顺口铁路来阻止日军往前线运送军备物资。但米先科后来决定进攻营口来破坏日军的仓库。但是攻击没有成功，只好撤退。
突击侦察活动结束返回营地后黑沟台战役正式开始了，曼纳海姆带领的两个骑兵连被调至第10军团。曼纳海姆的连队驻守在黑沟台的腹背Huandu（坐标：N41.544015° E123.14519°，今互助村）和Labatai（坐标：N41.524704° E123.151023°，今雅拔台村）两地为第10军团进攻黑沟台助战。
在俄日战争最后的大型地面战役奉天会战中曼纳海姆开始时前往蒙古边境侦察，战役末期时在沈阳西边战斗，并随着俄军往北撤退。战役结束后曼纳海姆因左耳发炎而去后方做了手术。但他很快就返回部队，并在日本战线战斗直至战争结束。在战争中他也积极参加各种侦察活动。
1905年11月29日曼纳海姆晉升上校。

### 亚洲之行（1906-1908）

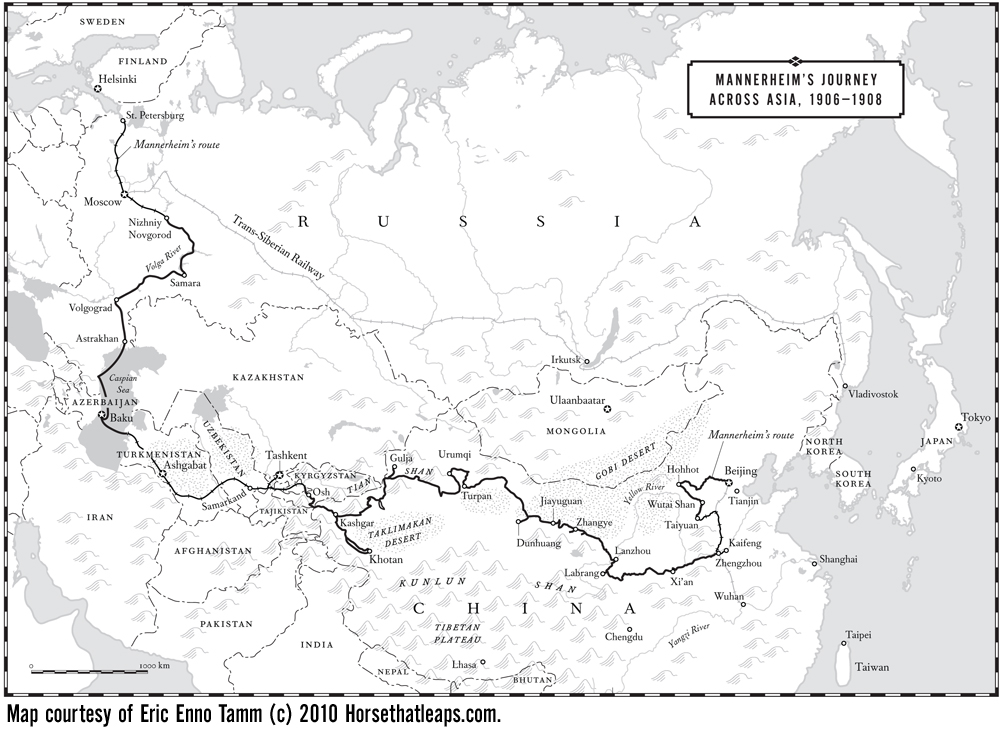
曼纳海姆旅行路線圖

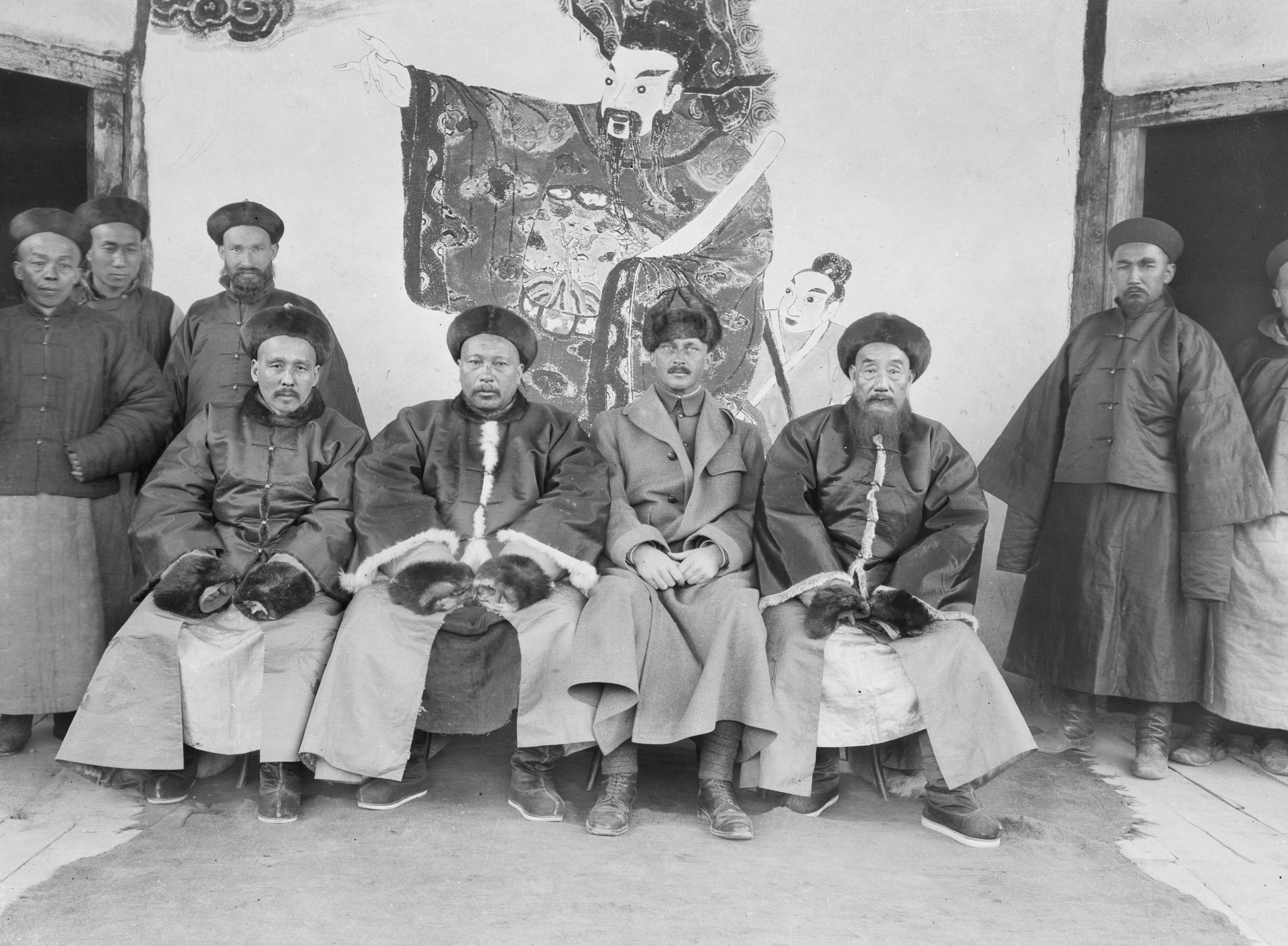
曼纳海姆与阿克苏的總兵和道員合影

从战场归来之后曼纳海姆在芬兰和瑞典短暂停留了一段时间。作为贵族家族的代表他参加了1905年2月在赫尔辛基举行的阶级议会，这次议会是芬兰最后一次的阶级议会。
之后曼纳海姆被调至前往中亚和中国的为期两年的探险活动，他的任务是收集军事和政治情报。作为掩盖，他说是和伯希和教授一起去做科学考察活动。
曼纳海姆骑马横跨亚洲直至中国。整个行程长达14000公里，时间跨度为两年（1906-1908）。考察活动带来了很多有用的素材资料，而曼纳海姆所做的科研活动也非常可贵。他把作为掩盖的科学考察活动认真对待，并从以前从未调研过的地区收集了大量的人种学材料。在旅行出发之前他联系过芬兰-乌戈尔学会，并从那里得到了有关如何做科学考察工作的指南。曼纳海姆也阅读了马可·波罗的游记、以及尼古拉·普热瓦利斯基、斯文·赫定和马尔克·斯坦因所著的科学考察文献。他所收集的材料中有近1200件物品收藏在芬兰国家博物馆中，他也拍了大约1500张照片。在芬兰-乌戈尔学会的第27期期刊中曼纳海姆还发表了一篇有关语言学的文章（英語：A visit to the Sarö and Shera Yögurs）。军事成果中最值得一提的是长达两千公里的道路制图。
曼纳海姆从北京出发经日本前往符拉迪沃斯托克，并从那里沿着西伯利亚铁路返回圣彼得堡。他提交給俄國參謀本部的報告詳細描述了清末的現代化建設，涵蓋教育、軍事改革、漢族對於邊疆地區的殖民、採礦業、鐵路建設、日本影響和吸鴉片煙等。他的報告概述了俄羅斯入侵新疆的可能的戰術用途，以及假設俄國未來與中國的戰爭中，用新疆作為議價籌碼的可能作用。
曼纳海姆就此次探险活动晉見尼古拉二世進行簡報。原本预定的20分钟见面时间拖长了大约一个小时。1910年曼納海姆晉升少將。

### 第一次世界大戰
1914年第一次世界大戰爆發時曼納海姆是騎兵旅長，在前線對抗奧匈帝國軍隊。1914年12月他因戰功被授予四級聖喬治勳章。1915年3月出任第12騎兵師師長。
1917年俄國二月革命爆發時曼納海姆人正巧在彼得格勒，目睹了羅曼諾夫王朝垮臺。同年6月他被俄國臨時政府晉升為中將，指揮第6騎兵軍。但由於曼納海姆效忠沙皇，不受臨時政府信任，不久他退役回到芬蘭。

## 芬蘭獨立與內戰

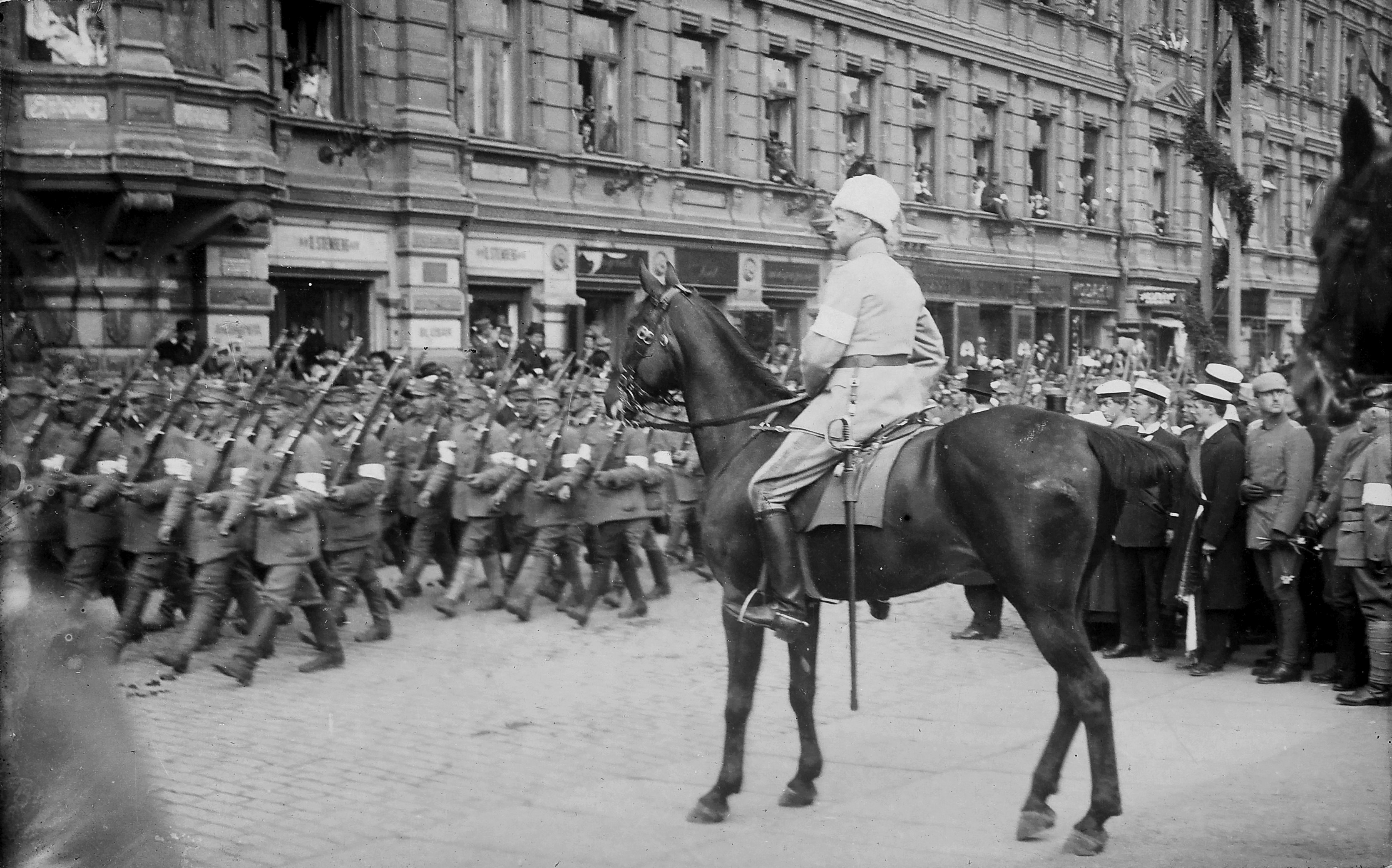
1918年5月芬蘭內戰結束後，曼納海姆主持勝利閱兵式

在俄國發生十月革命後，芬蘭在1917年12月6日宣佈獨立。由于国内各派对于政体意见不同，內戰一触即发，由布爾什維克工人党芬蘭紅軍對抗芬蘭參議院控制下的白軍。曼納海姆被芬蘭參議院任命為白軍總司令，並於1918年5月取得了內戰的勝利。內戰結束後，曼納海姆辭去總司令職務。
由於德意志帝國在芬蘭內戰時支持白軍，强烈亲德国的总理尤霍·库斯蒂·巴锡基维在1918年10月9日決定擁戴德皇威廉二世的妹夫腓特烈·卡爾為芬蘭國王。但一個月後的11月11日德國便在第一次世界大戰中戰敗投降。尚未登基的腓特烈王子在12月14日宣布放弃王位。曼納海姆在12月12日被任命为芬兰攝政。

## 戰間期
1919年3月芬蘭舉行內戰後首屆國會大選，大部分當選議員傾向實行共和制。7月，共和國憲法通過，芬蘭共和國正式成立。曼納海姆參加了第一屆共和國總統選舉，然而在200名國會議員中只得到50票，慘敗給了卡洛·尤霍·斯托尔贝里。
戰間期他主要從事慈善活動，出任芬兰红十字会主席，任職到去世為止。他還在1920年創立了曼纳海姆儿童保护联盟。1933年他被授予元帥軍銜，是芬蘭歷史上唯一的元帥。

## 冬季戰爭與第二次世界大戰

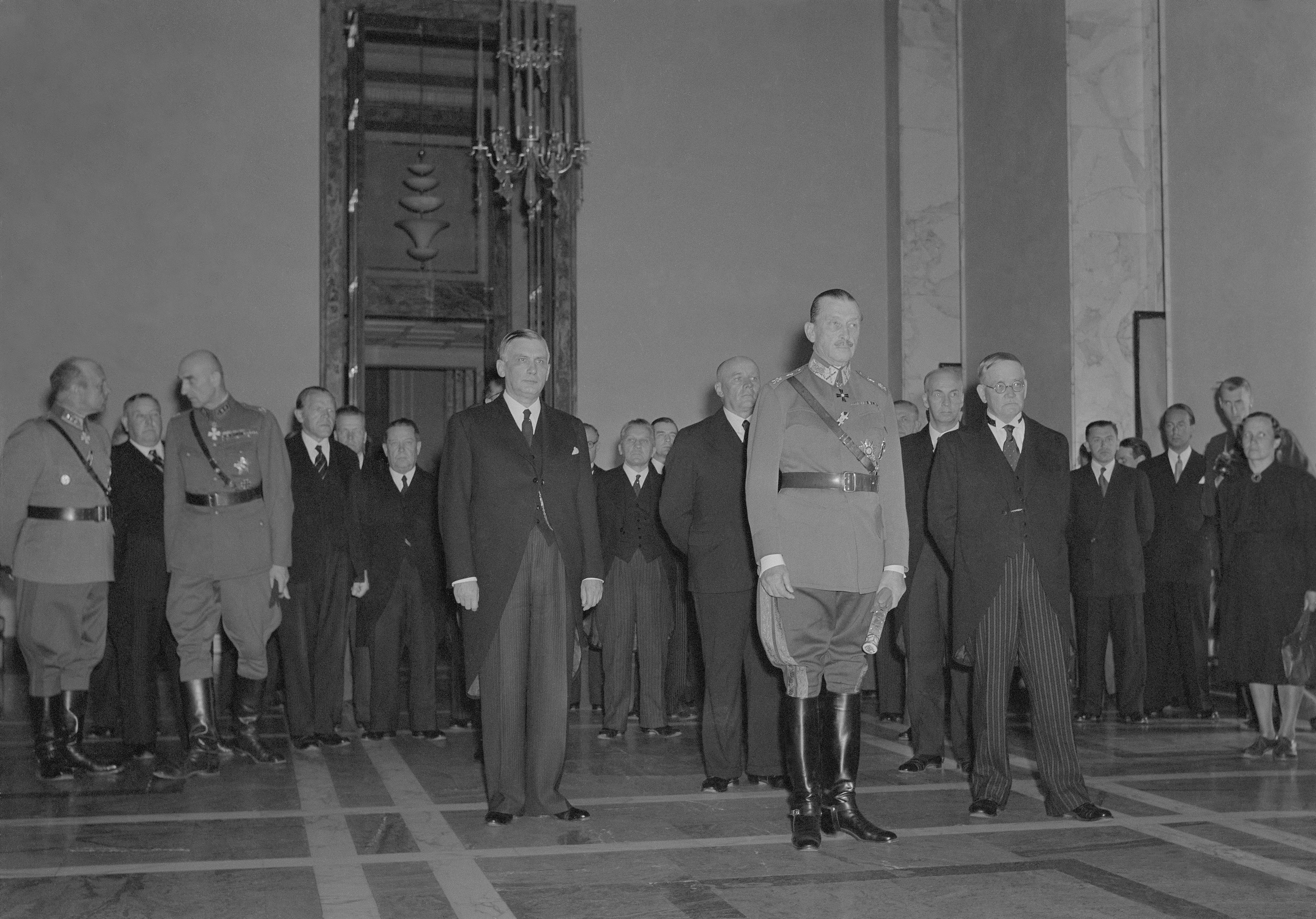
1944年8月曼納海姆被芬蘭國會選為總統

1939年11月，苏联试图索要芬兰领土未果，遂以假旗行动的手段炮击本方村庄迈尼拉，并以此为借口撕毁蘇芬互不侵犯條約，于11月30日入侵芬兰，冬季戰爭爆發，曼納海姆出任芬軍總司令。在他指揮下弱小的芬軍數次重創蘇軍，並成功遏止蘇軍的攻勢。但抵抗数月后渐渐不支，蘇軍在數倍人力強攻下突破防線，芬蘭于1940年3月求和并割让部分领土。
苏德战争爆发后三天，苏联于1941年6月25日轰炸芬兰，繼續戰爭爆發。曼納海姆指揮芬軍，一度奪回冬季戰爭中被苏联占领的領土並占領大部份东卡累利阿。
1942年6月4日，在曼納海姆75歲生日當天，芬蘭政府在他的元帥軍銜之上再授予「芬兰元帅」的特殊榮銜。同日，希特勒無預警地對芬蘭進行私人訪問，向曼納海姆祝壽，並和曼納海姆單獨會談。希特勒希望曼納海姆能在對蘇戰爭中加強配合，但會談沒有結果。對話的前11分鐘被芬兰广播公司人員秘密錄音，直到希特勒的隨從發現並制止。這是希特勒唯一傳世的私下對話錄音。
1944年，德軍開始被蘇軍全線擊退。芬军虽尚能于VKT线击退苏联攻势，但迫于形势只得寻求同苏联媾和。8月初，曾向納粹德國保證芬蘭將「不單獨與敵人媾和」的里斯托·吕蒂總統自行解職，讓其政治諾言失效，呂蒂的總統職務再由曼納海姆接任。9月初苏芬双方停火，随后芬兰与苏联达成協議並維持了國家的獨立地位，但割让卡累利阿地区和佩察莫省予苏联。曼納海姆其后于1946年辭去總統職務。

## 去世
1947年以後，曼納海姆因健康因素長居瑞士蒙特勒養病並撰寫回憶錄，偶爾回到赫爾辛基。1951年1月27日他于瑞士洛桑的醫院去世，2月4日遺體在赫爾辛基舉行国葬。

## 著作
- 《曼纳海姆元帅回忆录》

## 紀念
- 在2000年於芬蘭國內進行的一次調查裡，曼納海姆被評選為最偉大的芬蘭人[44]。
- 2004年，芬蘭廣播公司在節目《了不起的芬蘭人（英语：Suuret suomalaiset）》中，將曼納海姆選為最偉大的100名芬蘭人之中第一名[45]。
- 曼纳海姆元帅骑马雕像，位于赫尔辛基市中心。
- 曼納海姆博物館，位于赫尔辛基水井公园附近，原為其故居。
- 元帅小屋，位于坎塔海梅區洛皮市镇的博物馆，原为曼纳海姆的狩猎小屋。
- 曼纳海姆路，赫尔辛基市的主街道。
- 曼納海姆公園，位于芬兰北部城市奥卢的公园。

### 书目
- Bäckman, Juha; Koivumäki, Jarno; Marschan, Nikolai. . Hämeenlinna: Suomalaisen Kirjallisuuden Seura. 2011. ISBN 978-952-222-296-1. ISSN 0355-1768 （芬兰语）.
- Friman, Paavo. . Helsinki: Otava. 1995. ISBN 951-1-13756-5 （芬兰语）.
- Hannula, J.O. . Sanatar. 1937 （芬兰语）.
- Karilas, Yrjö (编者).  8. WSOY. 1958 （芬兰语）.
- Koivunen, Elina. . Kotiliesi. 2010-06-15, (12): 第82–85页 （芬兰语）.
- . Kuka teki mitä. 1986. ISBN 951-643-251-4 （芬兰语）.
- Rajala, Pertti. . Kehitysvammaliitto ry. 2004. ISBN 951-580-375-6 （芬兰语）.
- Screen, J.E.O. . Otava. 2001. ISBN 951-1-17036-8.
- Skvarov, Aleksei. . Helsinki: Kustannusosakeyhtiö Teos, Bookwell Oy. 2010. ISBN 978-951-851-293-9 （芬兰语）.
- Vihavainen, Timo (編者). . Helsinki: Pietari-säätiö. 2005: 第30页. ISBN 951-97072-2-0 （芬兰语）.

### 引用
1. ↑  .  第5版. 上海辞书出版社. 1999.
2. ↑  马达汉（C. G. Mannerheim）. . 王家骥（译） 2001年5月第2次印刷. 济南: 山东画报出版社. 2000年10月: 第3页. ISBN 7-80603-454-4. 那是马达汉年轻时作为俄国军官到我国西域考察时新疆的清朝官员给他起的名。
3. ↑  Friman，第111页
4. 1 2 3 4  Klinge, Matti. . Suomalaisen Kirjallisuuden Seura. 1997-09-16  [2018-03-20]. （原始内容存档于2020-11-23） （芬兰语）.
5. ↑  Kuka teki mitä 1986，第166页
6. ↑  . vintti.yle.fi.   [2018-03-20]. （原始内容存档于2020-10-09） （芬兰语）.
7. ↑  Friman，第10页
8. 1 2 3  Hannula，第8页
9. 1 2  Screen，第14页
10. ↑  . mannerheim.fi.   [2018-03-21]. （原始内容存档于2021-02-14） （芬兰语）.
11. ↑  Koivunen，第82页
12. ↑  Rajala 2004，第92页
13. 1 2 3  Vihavainen 2005，第30页
14. ↑  Screen，第18页
15. ↑  Screen，第17页
16. 1 2 3 4  . mannerheim.fi.   [2018-03-26]. （原始内容存档于2021-02-14） （芬兰语）.
17. 1 2 3  Hannula，第12页
18. ↑  Screen，第19页
19. ↑  Screen，第20页
20. ↑  Screen，第22页
21. ↑  Screen，第24页
22. ↑  Screen，第32页
23. ↑  Koivunen，第84页
24. ↑  . mannerheim.fi.   [2018-04-12]. （原始内容存档于2020-01-16） （芬兰语）.
25. ↑  Hannula，第13页
26. ↑  Skvarov，第137页
27. 1 2  Hannula，第14页
28. ↑  C.G. Mannerheim Päiväkirja Japanin sodasta 1904 – 1905 sekä rintamakirjeitä omaisille s. 37
29. ↑  C.G. Mannerheim Päiväkirja Japanin sodasta 1904–1905 sekä rintamakirjeitä omaisille s. 84
30. ↑  Screen，第47页
31. ↑  C.G. Mannerheim Päiväkirja Japanin sodasta 1904 – 1905 sekä rintamakirjeitä omaisille s. 65
32. ↑  C.G. Mannerheim Päiväkirja Japanin sodasta 1904–1905 sekä rintamakirjeitä omaisille s. 108 - 112
33. ↑  . mannerheim.fi.   [2018-08-20]. （原始内容存档于2020-01-15） （芬兰语）.
34. ↑  Hannula，第16页
35. ↑  . mannerheim.fi.   [2018-10-27]. （原始内容存档于2020-10-09） （芬兰语）.
36. ↑  Pikku Jättiläinen，第117页
37. ↑  Friman，第16页
38. 1 2  Mannerheimin adjutanttina，第22-24页
39. ↑  Hannula，第18页
40. ↑  . www.mannerheim.fi.   [2018-03-20]. （原始内容存档于2020-01-16） （芬兰语）.
41. ↑  . Mannerheimin Lastensuojeluliitto.   [2018-03-20]. （原始内容存档于2020-05-12） （芬兰语）.
42. ↑  Helsingin Sanomat International Web-Edition （页面存档备份，存于） – "Conversation secretly recorded in Finland helped a German actor prepare for Hitler role" Helsingin Sanomat / First published in print 15.9.2004 in Finnish.
43. ↑  Recording available YLE's web-archive （页面存档备份，存于）
44. ↑  百瀬 & 石野 2008，第340-341頁
45. ↑  （文） Suuret suomalaiset （页面存档备份，存于） at YLE.fi

| 官衔               | 官衔                    | 官衔                        |
| ------------------ | ----------------------- | --------------------------- |
| 前任： 里斯托·吕蒂 | 芬兰总统 1944年－1946年 | 繼任： 尤霍·库斯蒂·巴锡基维 |